# Elecciones a la Junta General del Principado de Asturias
Las elecciones a la Junta General del Principado de Asturias son las elecciones autonómicas en las que los ciudadanos de Asturias eligen a los miembros de la Junta General del Principado de Asturias. Se celebran, al menos, el cuarto domingo de mayo cada cuatro años desde 1983. Las últimas elecciones a la Junta General del Principado de Asturias se celebraron en 2023.
Estas elecciones se han celebrado en doce ocasiones desde la aprobación del Estatuto de Autonomía del Principado en 1982. En diez de ellas resultó vencedor el Partido Socialista Obrero Español, en 1995 el Partido Popular, y en 2011 el partido local Foro Asturias. La participación suele estar entre el 60 y el 65% del total de electores, que en los últimos años parece haberse estancado en algo menos del millón de personas. Aparte de los ya citados, otros nueve partidos han tenido representación en la Junta General del Principado de Asturias: Bloque por Asturies, Centro Democrático y Social, Izquierda Unida de Asturias, Partido Comunista de Asturias, Partíu Asturianista, Unión Progreso y Democracia, Unión Renovadora Asturiana, Podemos Asturies, Ciudadanos y Vox.

## Legislación
La legislación para las elecciones a la Junta General del Principado de Asturias está compuesta por la Constitución española de 1978, la Ley Orgánica del Régimen Electoral General (LOREG) de 1985, el Estatuto de Autonomía del Principado de Asturias de 1981 —modificado por última vez en 2010— y la Ley 14/1986, de 26 de diciembre, sobre régimen de elecciones a la Junta General del Principado de Asturias —modificada por última vez en 1991—.

## Convocatoria
Las elecciones autonómicas son convocadas por el presidente del Principado de Asturias. Se celebran el cuarto domingo de mayo de cada cuatro años, coincidiendo con las elecciones municipales y las elecciones autonómicas de la mayoría de comunidades autónomas. Desde la reforma del estatuto de autonomía de 1999, el presidente del Principado de Asturias puede disolver de forma anticipada la Junta General del Principado y convocar elecciones. No obstante, la nueva Cámara que resulta de la convocatoria electoral tiene un mandato limitado por el término natural de la legislatura original. Así, las elecciones siguientes se siguen celebrando el cuarto domingo de mayo de cada cuatro años. Además, no se puede disolver el Parlamento de forma anticipada durante el primer período de sesiones de la legislatura, ni durante el último año de legislatura, ni durante el primer año desde la última disolución anticipada, ni durante la tramitación de una moción de censura, ni cuando está convocado un proceso electoral estatal. Solamente se han adelantado las elecciones una vez, en 2012.

## Sistema electoral
Las elecciones se efectúan por sufragio universal de los asturianos mediante voto secreto a las listas cerradas de las candidaturas presentadas en las tres circunscripciones de Asturias.
La asignación de los 45 escaños de la Junta General del Principado de Asturias se realiza a través del sistema D'Hondt según los votos obtenidos por cada candidatura en su circunscripción y por orden de lista dentro de cada candidatura.

### Circunscripciones

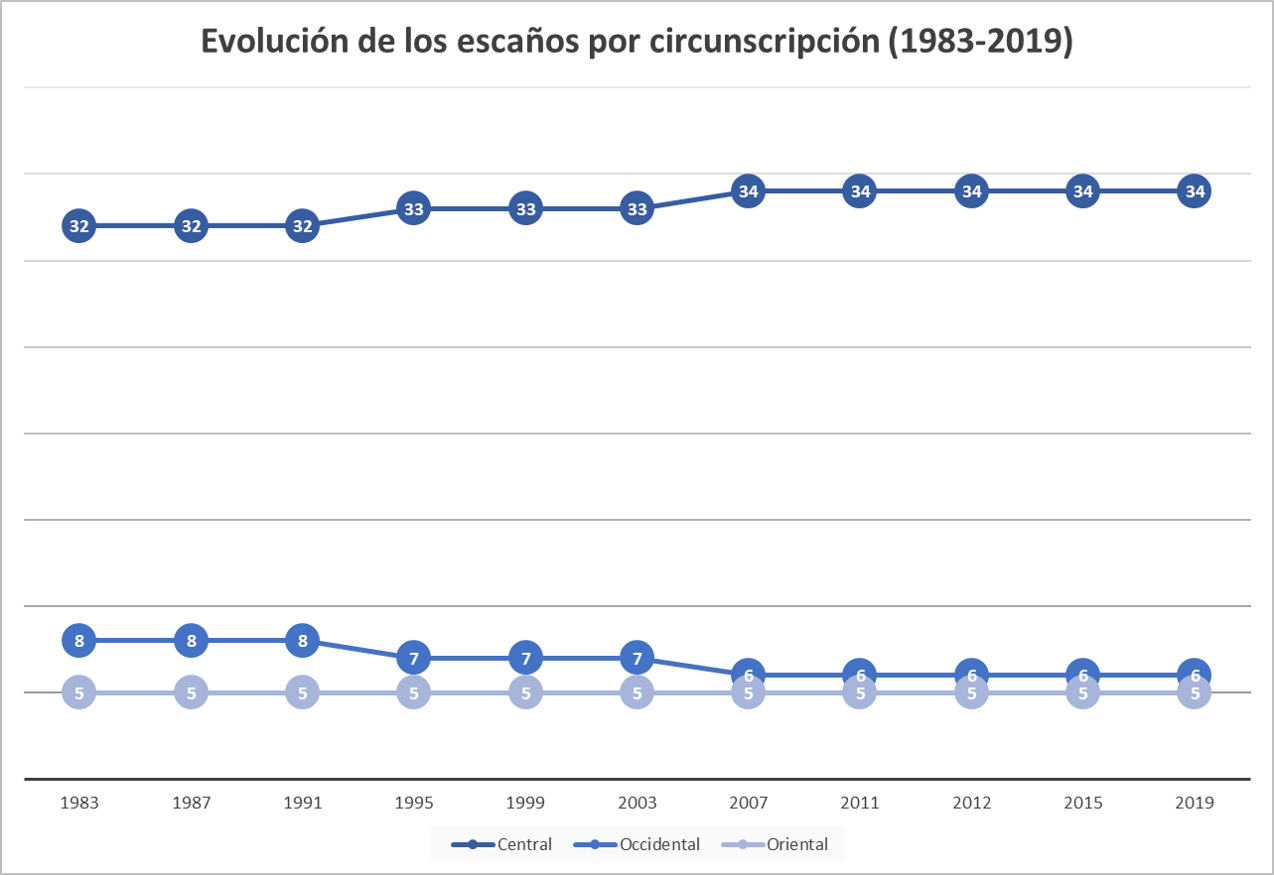
Evolución de los escaños por circunscripción del Parlamento Asturiano desde 1983 hasta 2019 por año electoral.

El Principado de Asturias se divide en las elecciones autonómicas en tres circunscripciones electorales que agrupan varios concejos. Es la única comunidad autónoma peninsular que utiliza como circunscripción electoral unas zonas inferiores a la provincia.
Corresponden a cada circunscripción electoral un mínimo inicial de 2 diputados de los 45 que conforman la Junta General del Principado de Asturias, distribuyéndose entre las mismas los 39 restantes en proporción a su población de derecho según los siguientes criterios:
1. Se adjudican a cada circunscripción tantos diputados como resulten en números enteros de dividir su respectiva población de derecho por la cuota de reparto que se obtiene al dividir la población total de derecho de Asturias por 39.
2. Se distribuyen los restantes diputados asignando uno a cada una de las circunscripciones cuyo cociente resultante en la operación anterior tenga una fracción decimal más grande.

En la I, II y III legislaturas, las circunscripciones Central, Occidental y Oriental tenían asignados, respectivamente, 32, 8 y 5 diputados. A partir de la IV la distribución cambió a 33, 7 y 5. Los escaños se asignan en base al sistema D'Hondt. En la VII legislatura la distribución volvió a cambiar a 34, 6 y 5. 
| Circunscripción | Concejos |  |
| --------------- | --- |  |
| Central         | Aller, Avilés, Bimenes, Carreño, Caso, Castrillón, Corvera de Asturias, Gijón, Gozón, Illas, Langreo, Laviana, Lena, Llanera, Mieres, Morcín, Noreña, Oviedo, Proaza, Quirós, Las Regueras, Ribera de Arriba, Riosa, San Martín del Rey Aurelio, Santo Adriano, Sariego, Siero, Sobrescobio y Soto del Barco. 831 953 habitantes (2022).                                                                                    |  |
| Occidental      | Allande, Belmonte de Miranda, Boal, Candamo, Cangas del Narcea, Castropol, Coaña, Cudillero, Degaña, El Franco, Grado, Grandas de Salime, Ibias, Illano, Muros de Nalón, Navia, Pesoz, Pravia, Salas, San Martín de Oscos, Santa Eulalia de Oscos, San Tirso de Abres, Somiedo, Tapia de Casariego, Taramundi, Teverga, Tineo, Valdés, Vegadeo, Villanueva de Oscos, Villayón y Yernes y Tameza. 102 847 habitantes (2022). |  |
| Oriental        | Amieva, Cabrales, Cabranes, Cangas de Onís, Caravia, Colunga, Llanes, Nava, Onís, Parres, Peñamellera Alta, Peñamellera Baja, Piloña, Ponga, Ribadedeva, Ribadesella y Villaviciosa. 69 886 habitantes (2022). |  |

## Elecciones
- Elecciones a la Junta General del Principado de Asturias de 1983
- Elecciones a la Junta General del Principado de Asturias de 1987
- Elecciones a la Junta General del Principado de Asturias de 1991
- Elecciones a la Junta General del Principado de Asturias de 1995
- Elecciones a la Junta General del Principado de Asturias de 1999
- Elecciones a la Junta General del Principado de Asturias de 2003
- Elecciones a la Junta General del Principado de Asturias de 2007
- Elecciones a la Junta General del Principado de Asturias de 2011
- Elecciones a la Junta General del Principado de Asturias de 2012
- Elecciones a la Junta General del Principado de Asturias de 2015
- Elecciones a la Junta General del Principado de Asturias de 2019
- Elecciones a la Junta General del Principado de Asturias de 2023

### Diputados obtenidos por partido en la circunscripción central (1983-2023)
| Candidatura | Candidatura                                             | Candidatura    | 1983 | 1987 | 1991 | 1995 | 1999 | 2003 | 2007 | 2011 | 2012 | 2015 | 2019 | 2023 |
| ----------- | ------------------------------------------------------- | -------------- | ---- | ---- | ---- | ---- | ---- | ---- | ---- | ---- | ---- | ---- | ---- | ---- |
|             | Federación Socialista Asturiana                         | FSA-PSOE       | 19   | 13   | 13   | 11   | 17   | 15   | 15   | 11   | 12   | 9    | 13   | 13   |
|             | Partido Popular de Asturias                             | PP de Asturias | 9    | 8    | 10   | 15   | 11   | 14   | 15   | 7    | 7    | 7    | 6    | 12   |
|             | Izquierda Xunida d'Asturies / Convocatoria por Asturias | IU-IX / CxAst  | -    | 4    | 6    | 6    | 3    | 4    | 4    | 4    | 5    | 5    | 2    | 3    |
|             | Foro Asturias                                           | FORO           | -    | -    | -    | -    | -    | -    | -    | 12   | 9    | 3    | 2    | 1    |
|             | Podemos Asturies                                        | PODEMOS        | -    | -    | -    | -    | -    | -    | -    | -    | -    | 7    | 4    | 1    |
|             | Centro Democrático y Social                             | CDS            | 0    | 7    | 2    | 0    | -    | -    | -    | -    | -    | -    | -    | -    |
|             | Ciudadanos-Partido de la Ciudadanía                     | Cs             | -    | -    | -    | -    | -    | -    | -    | -    | -    | 3    | 5    | 0    |
|             | Partido Comunista de Asturias                           | PCA            | 4    | -    | -    | -    | -    | -    | -    | -    | -    | -    | -    | -    |
|             | Unión Renovadora Asturiana                              | URAS           | -    | -    | -    | -    | 2    | 0    | 0    | 0    | 0    | -    | -    | -    |
|             | Partíu Asturianista                                     | PAS            | -    | 0    | 1    | 1    | 0    | 0    | 0    | 0    | 0    | -    | -    | -    |
|             | Vox                                                     | VOX            | -    | -    | -    | -    | -    | -    | -    | -    | -    | 0    | 2    | 4    |
|             | Unión Progreso y Democracia                             | UPyD           | -    | -    | -    | -    | -    | -    | -    | 0    | 1    | 0    | -    | -    |
| Total       | Total                                                   | Total          | 32   | 32   | 32   | 33   | 33   | 33   | 34   | 34   | 34   | 34   | 34   | 34   |

Los resultados de 1983 y 1987 del Partido Popular corresponden a los de Coalición Popular: Alianza Popular-Partido Demócrata Popular-Unión Liberal (AP-PDP-UL).

### Diputados obtenidos por partido en la circunscripción oriental (1983-2023)
| Candidatura | Candidatura                     | Candidatura    | 1983 | 1987 | 1991 | 1995 | 1999 | 2003 | 2007 | 2011 | 2012 | 2015 | 2019 | 2023 |
| ----------- | ------------------------------- | -------------- | ---- | ---- | ---- | ---- | ---- | ---- | ---- | ---- | ---- | ---- | ---- | ---- |
|             | Federación Socialista Asturiana | FSA-PSOE       | 3    | 3    | 3    | 2    | 3    | 3    | 3    | 2    | 2    | 2    | 3    | 3    |
|             | Partido Popular de Asturias     | PP de Asturias | 2    | 2    | 2    | 3    | 2    | 2    | 2    | 1    | 1    | 2    | 2    | 2    |
|             | Foro Asturias                   | FORO           |      |      |      |      |      |      |      | 2    | 2    | 0    | 0    | 0    |
|             | Podemos Asturies                | PODEMOS        |      |      |      |      |      |      |      |      |      | 1    | 0    | 0    |
| Total       | Total                           | Total          | 5    | 5    | 5    | 5    | 5    | 5    | 5    | 5    | 5    | 5    | 5    | 5    |

### Diputados obtenidos por partido en la circunscripción occidental (1983-2023)
| Candidatura | Candidatura                     | Candidatura    | 1983 | 1987 | 1991 | 1995 | 1999 | 2003 | 2007 | 2011 | 2012 | 2015 | 2019 | 2023 |
| ----------- | ------------------------------- | -------------- | ---- | ---- | ---- | ---- | ---- | ---- | ---- | ---- | ---- | ---- | ---- | ---- |
|             | Federación Socialista Asturiana | FSA-PSOE       | 4    | 4    | 5    | 4    | 4    | 4    | 3    | 2    | 3    | 3    | 4    | 3    |
|             | Partido Popular de Asturias     | PP de Asturias | 3    | 1    | 3    | 3    | 2    | 3    | 3    | 2    | 2    | 2    | 2    | 3    |
|             | Foro Asturias                   | FAC            |      |      |      |      |      |      |      | 2    | 1    | 0    | 0    | 0    |
|             | Podemos Asturies                | PODEMOS        |      |      |      |      |      |      |      |      | 0    | 1    | 0    | 0    |
|             | Centro Democrático y Social     | CDS            | 1    | 1    | 0    | 0    |      |      |      |      |      |      |      |      |
|             | Partido Comunista de Asturias   | PCA            | 0    | 0    |      |      |      |      |      |      |      |      |      |      |
|             | Unión Renovadora Asturiana      | URAS           |      |      |      |      | 1    | 0    | 0    | 0    | 0    |      |      |      |
| Total       | Total                           | Total          | 8    | 8    | 8    | 7    | 7    | 7    | 6    | 6    | 6    | 6    | 6    | 6    |